# Залізниця в обхід України
Залізниця в обхід України — двоколійна електрифікована залізнична лінія Південно-Східної залізниці завдовжки 137,5 км, що оминає державний кордон України з Росією та територію України.
У перспективі розглядається як елемент інфраструктури проєктованої високошвидкісної магістралі «Москва — Адлер». 7 серпня 2017 року відкрито робочий рух. 20 вересня 2017 року відкрито регулярний вантажний рух. 15 листопада 2017 на лінії Журавка – Міллерове відкрили пасажирський рух поїздів.
Остаточно всі пасажирські потяги переведено на нову лінію 11 грудня 2017 року.
Перегін Гартмашівка — Зоринівка з 11 грудня 2017 р.не використовується.
У січні 2018 року дільницю Гартмашівка (виключно) — Чорткове (виключно) закрито для руху поїздів. Непарна колія дільниці Гартмашівка розібрана, а сама станція Гартмашівка тепер є парком станції Кантемирівка. У квітні 2018 року почалися роботи з розбирання дільниці Гартмашівка (виключно) — Чорткове (виключно). Після її демонтажу утворюються тупикові відгалуження Журавка-Гартмашівка і Чорткове-Боченкове, на яких буде збережено приміське сполучення, а також вивізна робота до станцій Мальчівська і Кантемирівка. У Гартмашівському парку станції Кантемирівка планується створення бази запасу. Також у лютому 2018 року було розібрано непарну колію на дільниці Чорткове — Боченкове.

## Основні характеристики
Залізниця двоколійна електрифікована. Проект передбачає великий об'єм земляних робіт — 40 млн м³, що дозволить вирівняти перепад висот і використовувати магістраль як частину швидкісного ходу «Центр — Південь».
Основні характеристики такі:
- експлуатаційна довжина дільниці Журавка — Міллерове — 137,5 км[5];
- розгорнута довжина колії — 294 км[5];
- проектна швидкість рухомого складу — 160 км/год[6];
- максимальна вага поїзда — до 7,1 тис. тонн[6];
- пропускна здатність (інтенсивність руху) — до 140 пар потягів на добу[6];
- струм — змінний 25кВ, 50 Гц,
- кошторисна вартість проекту — близько 55 млрд руб[7].
- початок експлуатації — 20 вересня 2017 року.